# Euantha litturata
Euantha litturata là một loài ruồi trong họ Tachinidae.